# De vulgari eloquentia
De vulgari eloquentia (De l'éloquence en langue commune, opposée au latin) est le titre d'un essai inachevé de Dante Alighieri rédigé en latin. Il a probablement été écrit entre 1303 et 1304.
Dans cet ouvrage, Dante divise les langues de l'Europe occidentale selon la façon de dire oui et il distingue :
- les langues du Nord (langues germaniques) qui disent yò
- les langues du Sud (langues romanes) qui se partagent en trois groupes : langue d'oïl, langue d'oc et langue de si[1].